# Список кавалеров ордена Креста земли Марии на цепи
Цепь ордена Креста земли Марии (эст. Maarjamaa Risti ketiklassi teenetemärk) — высший знак отличия Эстонской Республики для иностранных граждан, учреждённого 16 мая 1995 года специально для награждения иностранцев, в качестве высшего отличия за особые заслуги перед Эстонией. Потребность в таком знаке отличия для иностранцев появилась после принятия в 1939 году решения высшую награду республики, орден Государственного герба, вручать только гражданам Эстонии.
Цепь ордена Креста земли Марии является высшей степенью этого ордена. Ею награждаются главы иностранных государств, находящиеся в должности или занимающие трон своего государства. Фактически выполняет функцию дипломатической церемониальной награды, «в знак дружбы» вручаемой главам государств во время их визитов в Эстонию или иностранных визитов президента Эстонии.
Также, по праву, кавалерами ордена Креста земли Марии на цепи становятся Президенты Эстонской Республики при вступлении в должность.
Награждённым вручается серебряная цепь со знаком ордена и серебряная нагрудная звезда, а также широкая чрезплечная лента и знак 1-го класса ордена.
Ниже представлен полный перечень лиц, удостоенных цепи ордена Креста земли Марии.

## Статистика награждений
Первым высшей степенью ордена Креста земли Марии был награждён президент Финляндии Мартти Ахтисаари, получивший её в 1995 году из рук президента Эстонии Леннарта Мери во время его государственного визита в Финляндию.
На 2022 год произведены 59 церемоний вручения награды:
| 1995 | 1996 | 1997 | 1998 | 1999 | 2000 | 2001 | 2002 | 2003 | 2004 | 2005 | 2006 | 2007 | 2008 | 2009 | 2010 | 2011 | 2012 | 2013 | 2014 | 2015 | 2016 | 2017 | 2018 | 2019 | 2020 | 2021 |
| ---- | ---- | ---- | ---- | ---- | ---- | ---- | ---- | ---- | ---- | ---- | ---- | ---- | ---- | ---- | ---- | ---- | ---- | ---- | ---- | ---- | ---- | ---- | ---- | ---- | ---- | ---- |
| 5    | 2    | 5    | 3    | 2    | 4    | 4    | 1    | 4    | 2    | 1    | 3    | 3    | 3    | 1    | 0    | 2    | 2    | 2    | 2    | 1    | 0    | 0    | 2    | 3    | 0    | 2    |

## Кавалеры
| Портрет | Кавалер                                                          | Должность / Титул             | Дата указа            | Дата вручения         | Сн.    |
| ------- | ---------------------------------------------------------------- | ----------------------------- | --------------------- | --------------------- | ------ |
|         | Мартти Ахтисаари фин. Martti Ahtisaari                           | Президент Финляндии           | 16 мая 1995 года      | 16 мая 1995 года      | [ 8 ]  |
|         | Леннарт Мери эст. Lennart Meri                                   | Президент Эстонии             | 22 июня 1995 года     | 10 сентября 1995 года | [ 9 ]  |
|         | Карл XVI Густав швед. Carl XVI Gustaf                            | Король Швеции                 | 8 сентября 1995 года  | 11 сентября 1995 года | [ 10 ] |
|         | Эрнесто Седильо исп. Ernesto Zedillo Ponce de Leon               | Президент Мексики             | 17 октября 1995 года  | 27 октября 1995 года  | [ 11 ] |
|         | Маргрете II дат. Margrethe 2                                     | Королева Дании                | 20 ноября 1995 года   | 28 ноября 1995 года   | [ 12 ] |
|         | Вацлав Гавел чеш. Václav Havel                                   | Президент Чехии               | 30 мая 1996 года      | 24 февраля 1997 года  | [ 13 ] |
|         | Гунтис Улманис латыш. Guntis Ulmanis                             | Президент Латвии              | 22 октября 1996 года  | 23 октября 1996 года  | [ 14 ] |
|         | Милан Кучан словен. Milan Kučan                                  | Президент Словении            | 6 мая 1997 года       | 16 мая 1997 года      | [ 15 ] |
|         | Арпад Гёнц венг. Árpád Göncz                                     | Президент Венгрии             | 6 мая 1997 года       | 13 мая 1997 года      | [ 16 ] |
|         | Оскар Луиджи Скальфаро итал. Oscar Luigi Scalfaro                | Президент Италии              | 20 мая 1997 года      | 22 мая 1997 года      | [ 17 ] |
|         | Сулейман Демирель тур. Süleyman Demirel                          | Президент Турции              | 20 мая 1997 года      | 3 июня 1997 года      | [ 18 ] |
|         | Альгирдас Бразаускас лит. Algirdas Brazauskas                    | Президент Литвы               | 12 августа 1997 года  | 20 августа 1997 года  | [ 19 ] |
|         | Александр Квасьневский пол. Aleksander Kwaśniewski               | Президент Польши              | 20 апреля 1998 года   | 28 апреля 1998 года   | [ 20 ] |
|         | Оулавюр Рагнар Гримссон исл. Ólafur Ragnar Grímsson              | Президент Исландии            | 3 июня 1998 года      | 8 июня 1998 года      | [ 21 ] |
|         | Харальд V норв. Harald V                                         | Король Норвегии               | 24 августа 1998 года  | 31 августа 1998 года  | [ 22 ] |
|         | Константинос Стефанопулос греч. Κωνσταντίνος Στεφανόπουλος       | Президент Греции              | 4 мая 1999 года       | 24 мая 1999 года      | [ 23 ] |
|         | Валдас Адамкус лит. Valdas Adamkus                               | Президент Литвы               | 24 сентября 1999 года | 4 октября 1999 года   | [ 24 ] |
|         | Вайра Вике-Фрейберга латыш. Vaira Vīķe-Freiberga                 | Президент Латвии              | 27 апреля 2000 года   | 2 мая 2000 года       | [ 25 ] |
|         | Тарья Халонен фин. Tarja Halonen                                 | Президент Финляндии           | 4 мая 2000 года       | 16 мая 2000 года      | [ 26 ] |
|         | Йоханнес Рау нем. Johannes Rau                                   | Президент Германии            | 2 ноября 2000 года    | 7 ноября 2000 года    | [ 27 ] |
|         | Ференц Мадл венг. Ferenc Mádl                                    | Президент Венгрии             | 1 декабря 2000 года   | 12 декабря 2000 года  | [ 28 ] |
|         | Гвидо де Марко мальт. Guido de Marco                             | Президент Мальты              | 24 апреля 2001 года   | 2 мая 2001 года       | [ 29 ] |
|         | Мэри Макэлис англ. Mary McAleese                                 | Президент Ирландии            | 15 мая 2001 года      | 24 мая 2001 года      | [ 30 ] |
|         | Жак Ширак фр. Jacques Chirac                                     | Президент Франции             | 23 июля 2001 года     | 28 июля 2001 года     | [ 31 ] |
|         | Арнольд Рюйтель эст. Arnold Rüütel                               | Президент Эстонии             | 2 октября 2001 года   | 8 октября 2001 года   | [ 32 ] |
|         | Ахмет Недждет Сезер тур. Ahmet Necdet Sezer                      | Президент Турции              | 12 апреля 2002 года   | 18 апреля 2002 года   | [ 33 ] |
|         | Анри фр. Henri                                                   | Великий герцог Люксембургский | 22 апреля 2003 года   | 5 мая 2003 года       | [ 34 ] |
|         | Жорже Сампайю порт. Jorge Sampaio                                | Президент Португалии          | 8 мая 2003 года       | 12 мая 2003 года      | [ 35 ] |
|         | Георгий Пырванов болг. Георги Първанов                           | Президент Болгарии            | 30 мая 2003 года      | 11 июня 2003 года     | [ 36 ] |
|         | Ион Илиеску рум. Ion Iliescu                                     | Президент Румынии             | 15 октября 2003 года  | 23 октября 2003 года  | [ 37 ] |
|         | Тассос Пападопулос греч. Τάσσος Παπαδόπουλος                     | Президент Кипра               | 5 января 2004 года    | 8 января 2004 года    | [ 38 ] |
|         | Карло Адзельо Чампи итал. Carlo Azeglio Ciampi                   | Президент Италии              | 13 апреля 2004 года   | 20 апреля 2004 года   | [ 39 ] |
|         | Иван Гашпарович словац. Ivan Gašparovič                          | Президент Словакии            | 7 октября 2005 года   | 12 октября 2005 года  | [ 40 ] |
|         | Ласло Шойом венг. László Sólyom                                  | Президент Венгрии             | 22 марта 2006 года    | 27 марта 2006 года    | [ 41 ] |
|         | Тоомас Хендрик Ильвес эст. Toomas Hendrik Ilves                  | Президент Эстонии             | 3 октября 2006 года   | 9 октября 2006 года   | [ 42 ] |
|         | Елизавета II англ. Elizabeth II                                  | Королева Великобритании       | 12 октября 2006 года  | 19 октября 2006 года  | [ 43 ] |
|         | Михаил Саакашвили груз. მიხეილ სააკაშვილი                        | Президент Грузии              | 2 мая 2007 года       | 7 мая 2007 года       | [ 44 ] |
|         | Акихито яп. 明仁                                                 | Император Японии              | 22 мая 2007 года      | 24 мая 2007 года      | [ 45 ] |
|         | Хуан Карлос I исп. Juan Carlos I                                 | Король Испании                | 5 июля 2007 года      | 9 июля 2007 года      | [ 46 ] |
|         | Анибал Каваку Силва порт. Aníbal António Cavaco Silva            | Президент Португалии          | 6 февраля 2008 года   | 24 сентября 2008 года | [ 47 ] |
|         | Беатрикс нидерл. Beatrix                                         | Королева Нидерландов          | 6 мая 2008 года       | 14 мая 2008 года      | [ 48 ] |
|         | Альберт II фр. Albert II                                         | Король Бельгии                | 5 июня 2008 года      | 10 июня 2008 года     | [ 49 ] |
|         | Валдис Затлерс латыш. Valdis Zatlers                             | Президент Латвии              | 2 апреля 2009 года    | 7 апреля 2009 года    | [ 50 ] |
|         | Траян Бэсеску рум. Traian Băsescu                                | Президент Румынии             | 6 апреля 2011 года    | 12 апреля 2011 года   | [ 51 ] |
|         | Нурсултан Назарбаев каз. Нұрсұлтан Назарбаев                     | Президент Казахстана          | 18 апреля 2011 года   | 20 апреля 2011 года   | [ 52 ] |
|         | Джордж Абела мальт. Ġorġ Abela                                   | Президент Мальты              | 29 мая 2012 года      | 31 мая 2012 года      | [ 53 ] |
|         | Андрис Берзиньш латыш. Andris Bērziņš                            | Президент Латвии              | 31 мая 2012 года      | 5 июня 2012 года      | [ 54 ] |
|         | Даля Грибаускайте лит. Dalia Grybauskaitė                        | Президент Литвы               | 16 мая 2013 года      | 27 мая 2013 года      | [ 55 ] |
|         | Йоахим Гаук нем. Joachim Gauck                                   | Президент Германии            | 3 июля 2013 года      | 9 июля 2013 года      | [ 56 ] |
|         | Бронислав Коморовский пол. Bronisław Komorowski                  | Президент Польши              | 14 марта 2014 года    | 18 марта 2014 года    | [ 57 ] |
|         | Саули Нийнистё фин. Sauli Niinistö                               | Президент Финляндии           | 9 мая 2014 года       | 13 мая 2014 года      | [ 58 ] |
|         | Андрей Киска словац. Andrej Kiska                                | Президент Словакии            | 13 октября 2015 года  | 19 октября 2015 года  | [ 59 ] |
|         | Виллем-Александр нидерл. Willem-Alexander                        | Король Нидерландов            | 5 июня 2018 года      | 12 июня 2018 года     | [ 60 ] |
|         | Серджо Маттарелла итал. Sergio Mattarella                        | Президент Италии              | 2 июля 2018 года      | 4 июля 2018 года      | [ 61 ] |
|         | Раймондс Вейонис латыш. Raimonds Vējonis                         | Президент Латвии              | 2 апреля 2019 года    | 10 апреля 2019 года   | [ 62 ] |
|         | Марселу Ребелу ди Соза порт. Marcelo Nuno Duarte Rebelo de Sousa | Президент Португалии          | 10 апреля 2019 года   | 15 апреля 2019 года   | [ 63 ] |
|         | Борут Пахор словен. Borut Pahor                                  | Президент Словении            | 26 августа 2019 года  | 2 сентября 2019 года  | [ 64 ] |
|         | Александр Ван дер Беллен нем. Alexander Van der Bellen           | Президент Австрии             | 21 мая 2021 года      | 26 мая 2021 года      | [ 65 ] |
|         | Клаус Вернер Йоханнис рум. Klaus Werner Iohannis                 | Президент Румынии             | 15 июня 2021 года     | 16 июня 2021 года     | [ 66 ] |